# The Chameleons
(No confundir con la banda Lori And The Chameleons de Liverpool.)
The Chameleons fue un grupo musical de post-punk nacido en Middleton, cerca de Mánchester (Inglaterra) en 1981. En la formación original figuraban el bajista Mark Burgess, los guitarristas Reg Smithies y Dave Fielding y el batería John Lever. En Estados Unidos son más conocidos por el nombre de The Chameleons UK.
Su trayectoria se desarrolló en dos etapas: la primera, más creativa, en la que publicaron los tres discos más relevantes de su producción en estudio, y una segunda más orientada al sonido en directo mientras consolidaban su estilo y reelaboraban material inédito. Siempre enredados en enfrentamientos sin fin con sucesivas compañías discográficas, que según ellos amenazaban la independencia de sus creaciones, la aportación de The Chameleons reside más en la influencia de su música sobre otros grupos que en su propia popularidad. Sus temas destacan, sobre todo, por la originalidad de las letras, la atmósfera onírica de sus composiciones y la personalidad acústica de sus dos guitarristas.

## Componentes
La banda fue fundada por Mark Burgess (voz y bajo), Dave Fielding (guitarra y teclado) y Reg Smithies (guitarra), a los que después se uniría John Lever (batería) en sustitución de Brian Schofield. Todos ellos procedían de diversos grupos de la zona: Burgess, de los Clichés; Fielding y Smithies, de los Years, y Lever, de los Politicians.
Para algunos conciertos de su primera etapa, la banda recurría a los teclistas Alistair Lewthwaite y Andy Clegg y, en su reaparición, al percusionista y vocalista Kwasi Asante. Asimismo, el batería Martin Jackson cubrió durante un breve periodo, entre los años 1982 y 1983, la ausencia voluntaria de Lever.

## Historia
Mark Burgess, al que sus compañeros apodaban amistosamente «Birdy», tenía la intención inicial de bautizar al grupo como Occasionally David, pero Dave Fielding advirtió que ya existía un grupo con ese nombre. Sin embargo, con el discurrir de los años, y ya fuera de The Chameleons, Burgess llamó así a un proyecto propio tras una etapa en solitario. Por su parte, Reg Smithies, un artista polifacético, es el diseñador de las ilustraciones principales de todos los álbumes.

### Primera etapa

#### Grabaciones iniciales
Tras disolverse sus antiguos grupos, Burgess, Fielding y Smithies comenzaron a ensayar juntos y enviaron una maqueta al famoso pinchadiscos y periodista inglés John Peel para su legendario programa radiofónico de la BBC Radio 1. A pesar de que tocaban sin batería y el sonido era deficiente, consiguieron que Peel concertara con ellos la primera de una larga serie de sesiones de radio. En 1982 grabaron para Epic Records su primer sencillo, «In shreds», producido por Steve Lillywhite (que ya había trabajado con Peter Gabriel, U2 o The Psychedelic Furs, entre otros). Paradójicamente, este éxito inicial no los ayudó demasiado: Epic/CBS se desentendió del grupo, que entonces firmó con Statik Records; pero la distribuidora de Statik era Virgin Records, por lo que The Chameleons no podían entrar en las listas de autores independientes y por ello pasaron inadvertidos para buena parte de la prensa especializada.

#### 1983:Script of the bridge
En 1983 publicaron su primer disco de larga duración, Script of the bridge (1983), para Statik.  La grabación se desarrolló a lo largo de seis semanas en Rochdale. El álbum es una muestra de la brillante versatilidad del grupo, desde la atmósfera heroica y desesperada de «Don't fall» hasta el sosegado cántico elegíaco de «View from a hill»; asimismo, pone a prueba la portentosa habilidad de Mark Burgess para componer letras de extraordinaria profundidad e imaginación. 
En la edición española del LP, el título de la pista 8 fue impreso erróneamente como «Tuesday’s child», en lugar del que hubiera sido correcto «Thursday's child».

#### 1985:What does anything mean? Basically
A raíz de una maniobra comercial de Statik al lanzar sin autorización una versión reducida en Estados Unidos, The Chameleons quisieron desvincularse de la compañía, pero esta se negó haciendo valer la vigencia literal del contrato.
Así, para su segundo trabajo, What does anything mean? Basically, echaron mano de antiguo material como «Looking Inwardly», al que añadieron algunos temas nuevos como «Return of the roughnecks» y «P.S. Goodbye». 
De este disco se extrajeron dos sencillos: «Singing rule Britannia (While the walls close in)» y «One flesh».
Los temas destilaban un sonido más propio, con un uso más intensivo del bajo y, sobre todo, de los sintetizadores que evocaba sonidos más densos, casi claustrófobicos.

#### 1986:Strange times
En mayo de 1985, The Chameleons cambiaron de representante: Tony Skinkiss dejó el grupo y su puesto lo ocupó Tony Fletcher, un joven ejecutivo de Kennedy Street Enterprises. 
Poco después, se desvincularon de Statik Records y firmaron con la compañía Geffen Records. Su primera grabación con el nuevo sello fue un doble sencillo con cuatro canciones: «Tears», «Inside out», «Paradiso» y «Swamp thing».
Strange times, su tercer disco, se grabó en el prestigioso Jacob's Studio, en Surrey, y sirvió para confirmar la buena marcha del grupo y reafirmar sus dos propuestas anteriores. En este tercer LP contaron con la producción de Dave M. Allen, productor de The Cure, que exploró los elementos más oscuros de la música del grupo y los límites de su creatividad. El ingeniero de sonido principal fue Mark Saunders. En el mercado estadounidense se distribuyó como álbum doble, con seis pistas más entre las que se incluían «Ever after» y una versión de la canción «Tomorrow never knows», de los Beatles. Del disco se lanzaron también en formato menor «Swamp thing», «Mad Jack», “Time» y «Tomorrow never knows».

### Etapa de transición
En 1987, en plena preparación de material para el siguiente disco, Tony Fletcher murió repentinamente a causa de un infarto. El duro golpe, unido a algunas disputas internas y a continuas desavenencias con la compañía de discos, precipitó la disolución de la banda, que se certificó con un EP de despedida titulado Tony Fletcher walked on water... La La La. A partir de aquí, Dave y Reg formaron The Reegs, mientras Mark y John constituían el núcleo de The Sun and the Moon. Otros proyectos posteriores de Mark serían Mark Burgess and the Sons of God e Invicible.

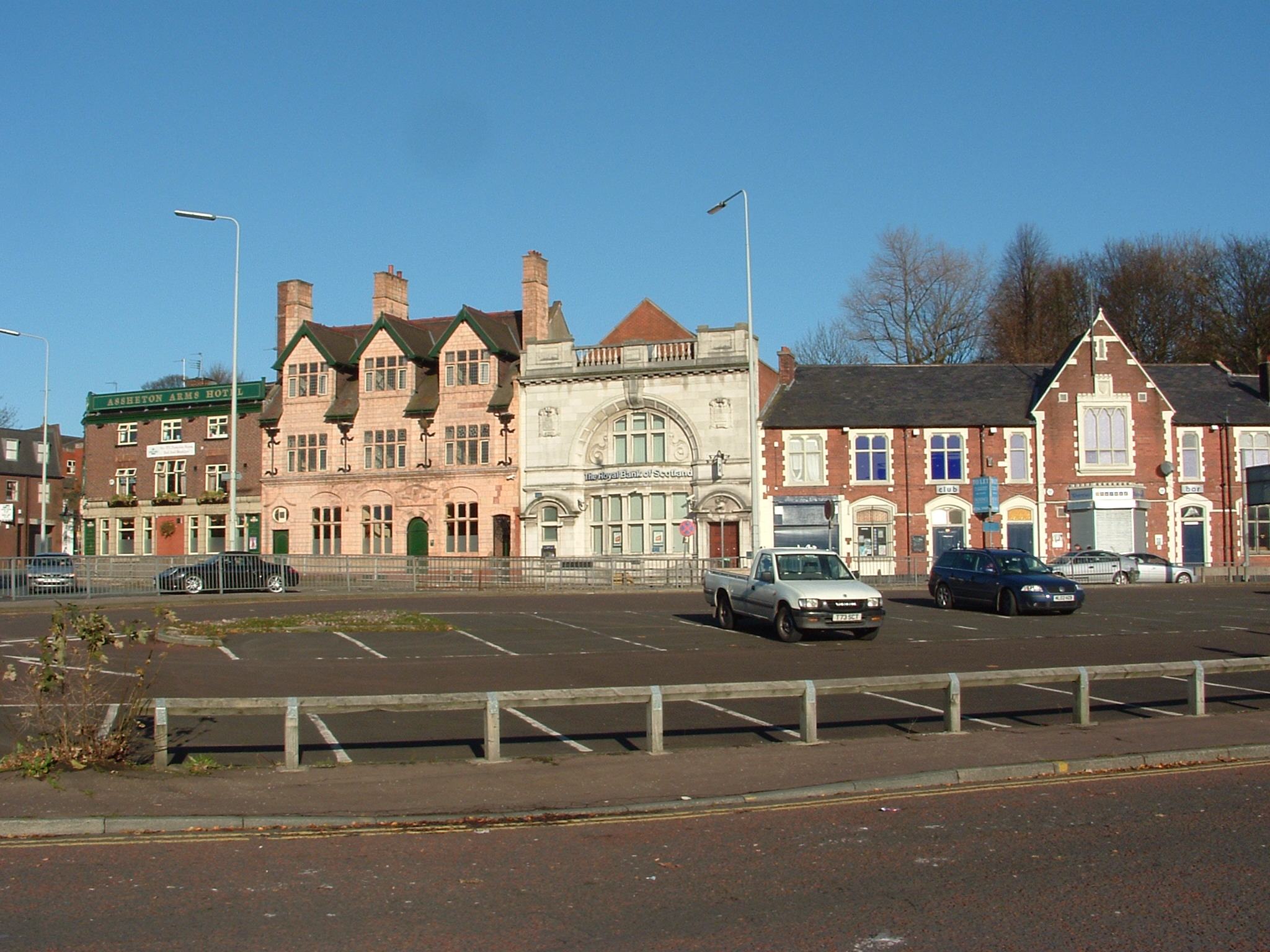
Casco urbano de Middleton.

### Segunda etapa
A pesar de la separación, la popularidad de The Chameleons no se desvaneció sino que, al contrario, parecía ir a más. De nuevo con el apoyo de los medios y la fama creciente de sus discos de estudio, fueron apareciendo más de una docena de discos en directo, piezas inéditas y grabaciones de sesiones de radio. A finales de 1999, casi trece años después de la ruptura, se filtraron noticias de que la banda iba a tocar y grabar otra vez. Sus seguidores, muchos de los cuales se habían perdido la primera etapa, reclamaban su vuelta.
The Chameleons dieron forma a su retorno en cinco conciertos celebrados en una pequeña sala cerca de Mánchester en mayo del año 2000. Asistieron seguidores de todo el mundo, lo que venía a demostrar que la intensidad y la capacidad de convocatoria de The Chameleons seguía intacta. A estos conciertos los siguieron dos llenos (sell out): en el Manchester's Academy y en el Shepherd Bush Empire de Londres.

#### 2000:Strip
Gracias a la colaboración de un viejo amigo, Shan Hira, volvieron a los estudios de grabación Suite 16, en el mismo Rochdale donde habían dado sus primeros pasos. Allí grabaron Strip, una selección de versiones acústicas de algunos de sus temas más emblemáticos (junto con dos canciones nuevas) que luego distribuirían ellos mismos directamente en los conciertos.

#### 2001:Why Call It Anything?
La expectación que seguían despertando los animó a realizar una gira por Europa durante el año 2000 (Escocia, Alemania, España, Francia, Holanda e Italia) y, después, por Estados Unidos. Con el material aún sin publicar entraron de nuevo al estudio de grabación para grabar un nuevo álbum, que aparecería en 2001 con el título Why Call It Anything? producido una vez más por Dave Allen.
Un año después editarían dos nuevos álbumes: un doble directo del concierto en el Manchester's Academy titulado Live At the Academy y una nueva grabación de temas acústicos titulada This Neverending Now. Tras anunciar Fielding su intención de abandonar, el grupo se disolvió definitivamente en abril de 2003.

### ChameleonsVox

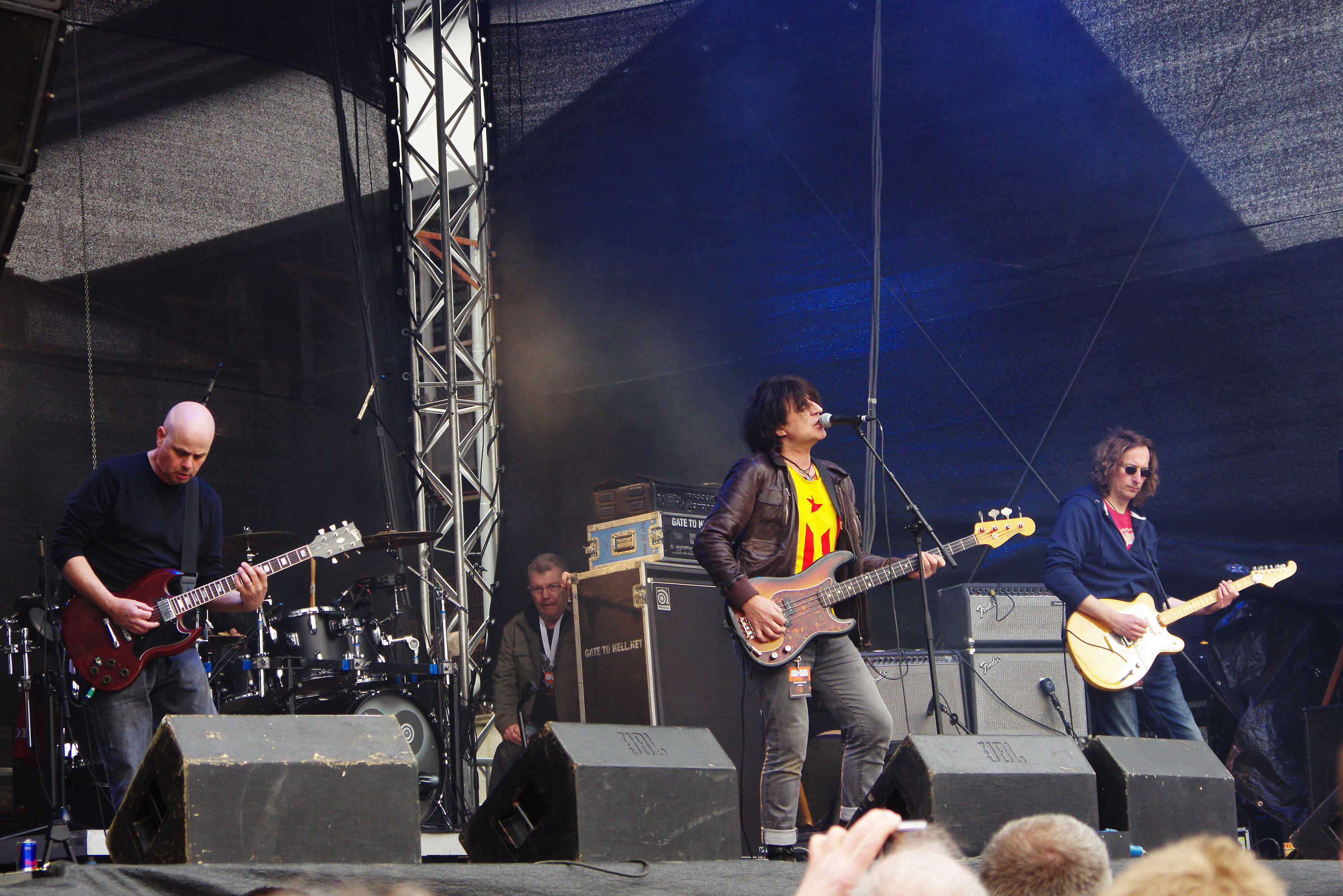
ChameleonsVox en el «Rock in den Ruinen 2013», en Dortmund.

Casi una década después de su segunda etapa, que había durado apenas tres años, Mark Burgess y John Lever deciden retomar el viejo material de la banda y forman ChameleonsVox. El propósito era celebrar una serie de conciertos para sus seguidores más incondicionales, y el éxito de nuevo los animó a alargar la gira, que se extendió durante 2010 y principios de 2011 por Estados Unidos, Reino Unido, España, Alemania y Holanda. Además de Mark y John, la nueva formación incluía un bajista y tres guitarristas. Precisamente este aspecto, el de la nueva sonoridad de la banda, fue el más criticado por un significativo sector de sus más fieles seguidores, que echaban a faltar el sonido genuino de Dave y Reg; así lo atestiguarían, por ejemplo, un buen número de los que asistieron al concierto de la sala Rock Kitchen, de Madrid, el 14 de enero de 2011.
John Lever falleció el 13 de marzo de 2017.

## Estilo musical
Su sonido ha sido comparado con el de Joy Division; al igual que estos, utilizan fraseos de guitarra sencillos junto con una percusión hipnótica para crear una atmósfera envolvente y a veces tortuosa. A través de unas letras oscuras y la voz desgarrada de Burgess, las canciones reflejan obsesiones personales y recuerdos de la infancia, con manifiesta tendencia a la melancolía.
Algunos de los factores que determinarían el peculiar sonido de esta banda fueron:
- Las guitarras estaban, en general, en afinación estándar pero en casi todos los temas anteriores a Strange times se subían de un tono entero o un semitono para conseguir un sonido más brillante.
- Los guitarristas tenían estilos bastante diferentes, de modo que era como si tocaran dos instrumentos distintos: mientras que Reg tendía a tocar la guitarra casi como si fuera un bajo, marcando el ritmo y la melodía principal, Dave acompañaba con acordes enmascarados, reprocesados o distorsionados con multitud de efectos de reverberación y eco.[13]
- En algunas canciones como «Tears» (versión acústica), «The Healer» o «Soul in Isolation», Dave utilizaba un arco electrónico, un dispositivo para hacer vibrar las cuerdas basado en electroimanes.
- John Lever solía tocar la batería como si fuera zurdo de piernas y diestro con los brazos: se colocaba el bombo a la izquierda y acompañaba sobre todo con la mano derecha.
- Mark también afinaba su bajo de manera distinta a la convencional: en lugar de mi-la-re-sol, él usaba re-la-re-sol.

## Influencia posterior
Aunque nunca alcanzaron el éxito comercial y la fama de muchos de sus contemporáneos (como The Cure, The Smiths o Echo & the Bunnymen), su obra tuvo una excelente acogida por parte de la crítica musical e influyó notablemente en grupos tan diversos como Clan Of Xymox, Kitchens of Distinction, Puressence, Blacklist, White Lies y, más tarde, The Horrors y The Enemy. Especialmente reseñable es su huella sobre el movimiento post-punk revival de bandas como Editors e Interpol.
Otras bandas que de un modo u otro han sido asociadas a su forma de componer son: For Against, Jet Black Factory, Springhouse, Into Paradise, Comsat Angels y Catherine Wheel. En Kitchens of Distinction el parecido es especialmente evidente por el eco, aunque en esta formación hay un solo guitarrista. Por otra parte, el hecho de que The Wedding Present esté también en esta lista no es casualidad, puesto que Dave y Brian habían coincidido en formaciones anteriores con alguno de sus integrantes. Finalmente, en Australia había un grupo que incluso tomaba su nombre del título de una de las canciones más conocidas de The Chameleons: se hacían llamar Soul in Isolation.

## Discografía
Álbumes oficiales
- 1983 Script Of The Bridge
- 1985 What Does Anything Mean? Basically
- 1986 Strange Times
- 2000 Strip
- 2001 Why Call It Anything
- 2002 This Never Ending Now

Directos
- 1992 Live in Toronto (grabado en el RPM Club en Toronto. 05/03/87)
- 1993 Aufführung in Berlin (grabado en Berlín en 1983)
- 1996 Live Shreds (live at the Hacienda Club, 1983 y Live at the Gallery Club, 1982)
- 1996 Live at the Gallery Club (grabado en Mánchester el 18/12/82 en The Gallery Club)
- 2001 Live at the Witchwood (grabado en mayo de 2000)
- 2002 Live at the Academy

Rarezas
- 1986 The fan and the bellows (recopilación de las primeras grabaciones excluidas de los álbumes (caras B))
- 1990 The John Peel Sessions (grabaciones del programa de radio de la BBC John Peel Sessions, 1981, 1983, 1984)
- 1990 Tripping dogs (grabación de un ensayo de la banda en 1985)
- 1992 Here today... Gone tomorrow (grabación para los programas de radio Capital Radio Sessions, 1982 y Piccadilly Radio Sessions, 1985)
- 1993 Dali's picture (recopilación de caras B y versiones de sus propias canciones)
- 1993 The Radio 1 Evening Show Sessions (grabaciones del programa de radio)
- 1993 Free Trade Hall Rehearsal (mismo ensayo que Tripping dogs, esta vez remasterizado)

Sencillos y maxis
- 1982 «In shreds»/«Less than human» (Epic)
- 1983 «Up the down escalator» (Statik; Alemania)
- 1983 «Don't fall» (Statik; Francia)
- 1983 «As high as you can go» (Statik)
- 1983 «A person isn't safe anywhere these days» (Statik)
- 1985 «In shreds»/«Nostalgia» (#11 UK Indie; Epic)
- 1985 «Singing rule Britannia» (While the Walls Close In)» (#2 UK Indie; Statik)
- 1986 «The wait until dark» (EP]
- 1986 «Mad Jack» (Geffen)
- 1986 «Tears» (UK #85; Geffen)
- 1986 «Swamp thing» (UK #82; Geffen)
- 1990 «Tony Fletcher walked on water… La La La La La-La La-La-La» (EP) (grabado en 1987; Glass Pyramid)